# West Putford
 (mai 2023).
Pour l’article homonyme, voir Putford.
West Putford est un village et une paroisse civile du Devon, situé dans le sud-ouest de l'Angleterre. 